# سلطان رستم
سلطان رستم بیک، پسر مقصود بیگ و نوه اوزون حسن پنجمین سلطان  آق‌قویونلو بود.در داستان های محلی آمده است که او هیکل تنومند و نیرومندی داشت. او ایلخان و سلطان قوم آق قویونلو بود. رستم بیک و پدرانش در پهلوانی و شکار مشهور بودند و آوازه ی آنها به گوش شاهان قاجار هم می‌رسید. 
پسرش که محمود بیک نام داشت فرمانده ی قراول های محمدعلی شاه قاجار بود.
آیبه سلطان، رستم بیگ را از زندان نخجوان آزاد کرد و آن‌ها به تبریز آمدند. فرخ یسار حاکم شروانشاه سپاهی را برای حمایت از نوه اش بایسنقر فرستاد و میان سلطان بایسنقر و سلطان رستم جنگ رخ داد اما بایسنقر شکست خورد و کشته شد و رستم تاج‌گذاری کرد. 
در دوره سلطنت سلطان رستم برای فقیران مقرری‌هایی تعیین گشت که در کل دوران سلطنت آق‌قویونلو بی‌سابقه بود. او از این جهت به بخشندگی شناخته می‌شود. در این دوره، بدیع‌الزمان میرزا، کوسه حاجی بایندر و کارکیا میرزا علی شورش کردند و همهٔ این شورش‌ها توسط سلطان رستم و لشکریان قاجارش سرکوب شد.
رستم در سال ۹۰۲ به جنگ با احمد گوده پرداخت و در نهایت از او شکست خورد و در تبریز کشته شد در امامزاده چهارمنار به خاک سپرده شد[۱]